# Aravete
Aravete je městečko v estonském kraji Järvamaa, samosprávně patřící do obce Järva. Městečko leží na Sääskülském potoce, přibližně 17 km jihozápadně od Tapy.

## Pamětihodnosti
V katastru městečka leží chráněné Aravetské prameny (Aravete allikad).